# Theta Boötis
Theta Boötis (Asellus Primus, 23 Boötis) é uma estrela na direção da constelação de Boötes. Possui uma ascensão reta de 14h 25m 12.02s e uma declinação de +51° 51′ 06.2″. Sua magnitude aparente é igual a 4.04. Considerando sua distância de 48 anos-luz em relação à Terra, sua magnitude absoluta é igual a 3.22. Pertence à classe espectral F7V.